# Peter Velits
Peter Velits (Bratislava, 21 de fevereiro de 1985) é um ciclista da Eslováquia.